# Jardin Françoise-Mallet-Joris
Le jardin Françoise-Mallet-Joris est un espace vert situé au 11, rue Alphonse-Boudard, ou au 18, promenade Claude-Lévi-Strauss dans le 13e arrondissement de Paris, dans le quartier de la Gare.

## Situation et accès
Le jardin Françoise-Mallet-Joris est accessible par la ligne 14 à la station Bibliothèque François-Mitterrand et par le RER C à la gare de la Bibliothèque François-Mitterrand.

## Caractéristiques
Le jardin prend une forme triangulaire de 2 168 m2, définie par la rue Alphonse-Boudard, la rue du Chevaleret et la promenade Claude-Lévi-Strauss. C'est un jardin suspendu construit au-dessus du toit d’un gymnase, situé au niveau de la rue du Chevaleret et lui-même situé par-dessus quatre niveaux de parkings souterrains.

## Origine du nom
Le jardin rend hommage à la femme de lettres Françoise Mallet-Joris (1930-2016). Ce nom avait été précédemment attribué en 2017 à un autre espace vert situé au 70-76, avenue d'Ivry, toujours dans le 13e arrondissement, et débaptisé pour l'occasion.
Son nom provisoire était « Jardin Charcot », provenant de la rue Charcot située à proximité.

## Historique
Le jardin a été planifié dans le cadre de l'opération Paris Rive Gauche. Cette opération d'urbanisme a pour objectif d'aménager une énorme partie du 13e arrondissement de Paris, tout au long du faisceau ferroviaire de la gare d'Austerlitz où le choix d'une couverture totale des voies ferrées a été retenu pour gagner du foncier et relier les deux « berges ferroviaires », auparavant déconnectées. Dans cette zone de jonction entre les anciens et le nouveau quartier, marquée par une différence de hauteur le long de la rue du Chevaleret, une « falaise » a été matérialisée et la rue Charcot a été prolongée par une pente douce ascendante vers le nouveau quartier et nommée rue Alphonse-Boudard. Les nouveaux immeubles sur dalle étant dépourvus de parkings souterrains, ceux-ci ont été regroupés dans cet espace triangulaire sur quatre sous-sols. L'espace au niveau de la rue a été réservé pour un nouveau gymnase et le toit, au « niveau rue » du nouveau quartier a été retenu pour un nouvel espace vert, en balcon au-dessus de la rue du Chevaleret et dans la continuité de la promenade Claude-Lévi-Strauss.

## Galerie

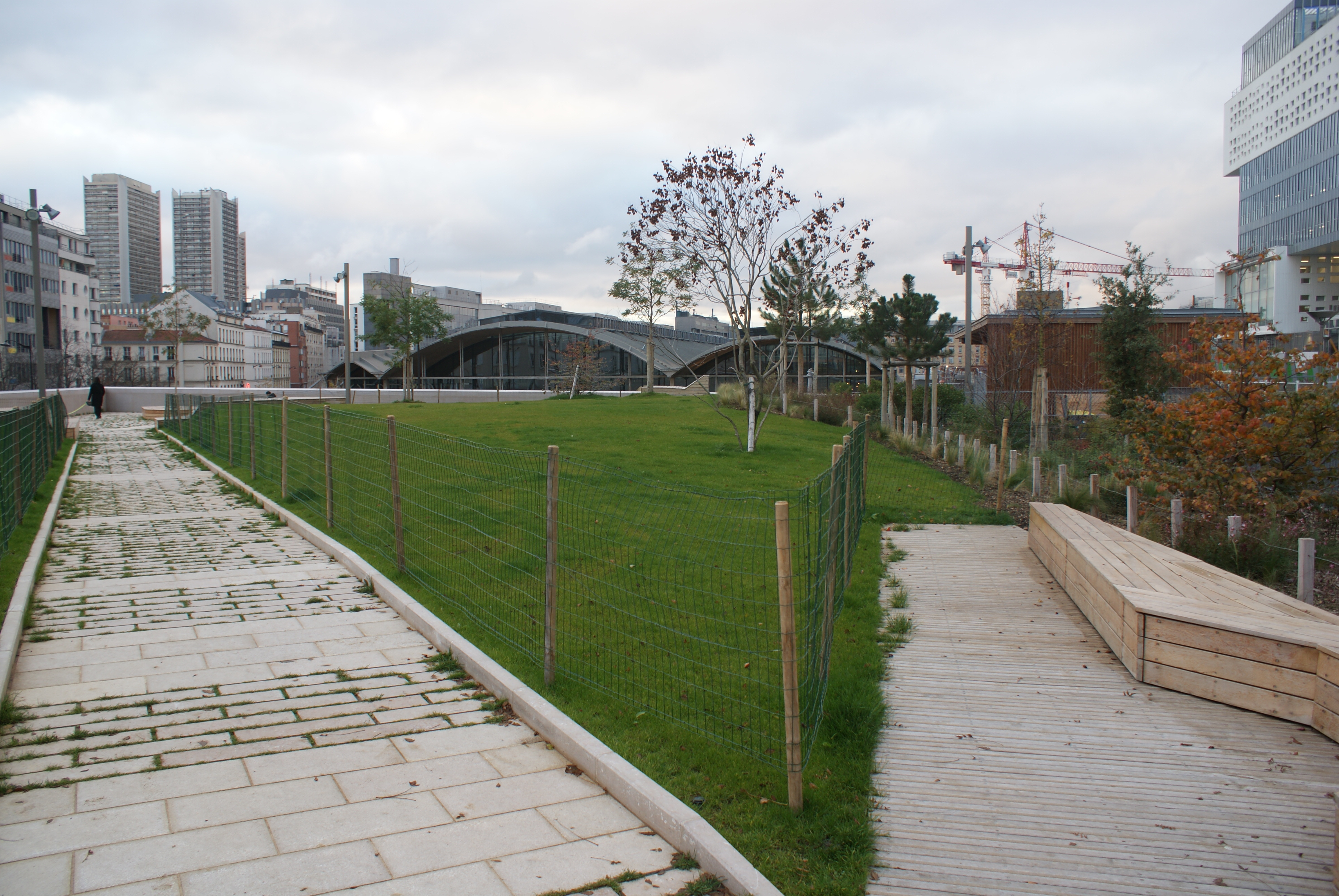
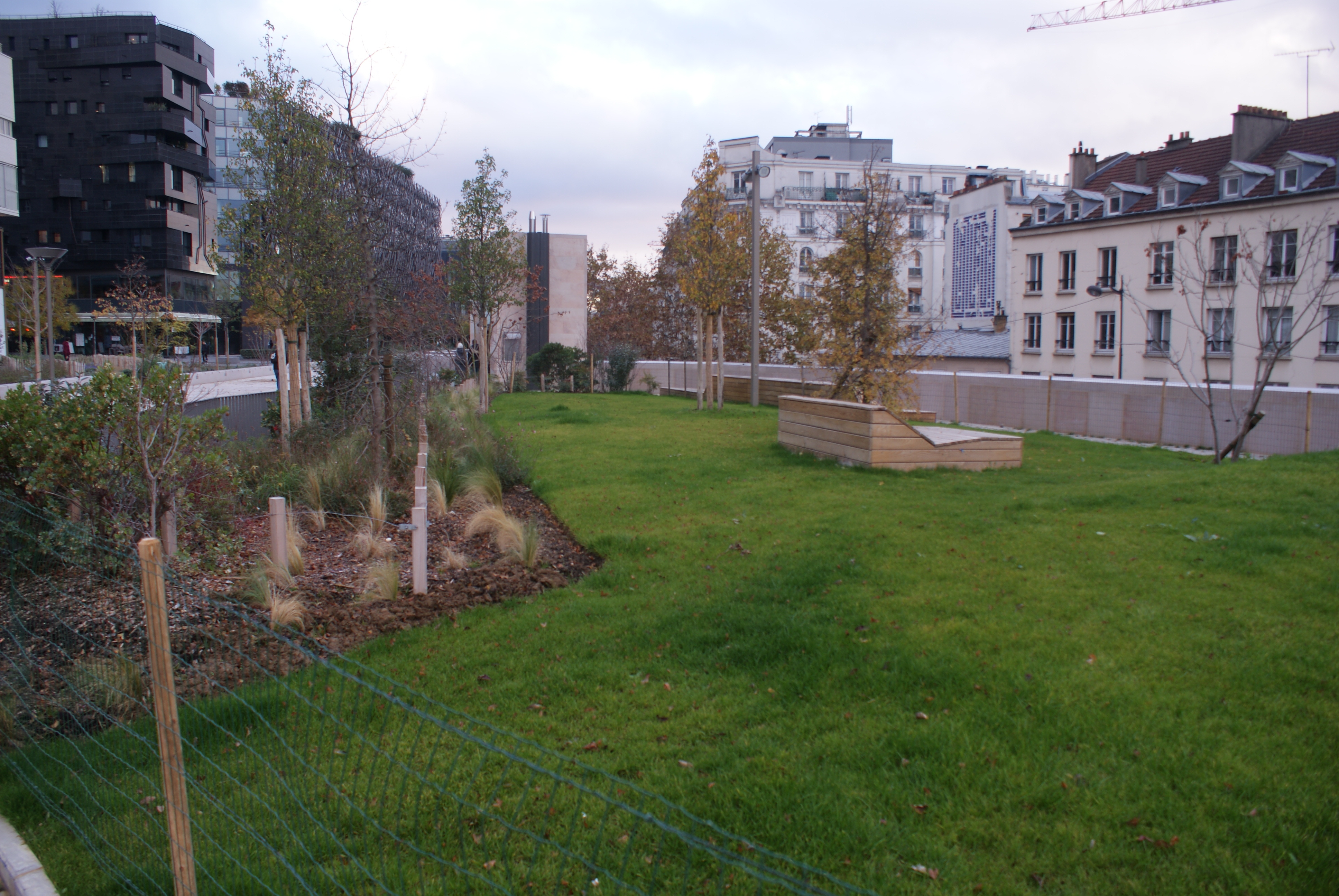
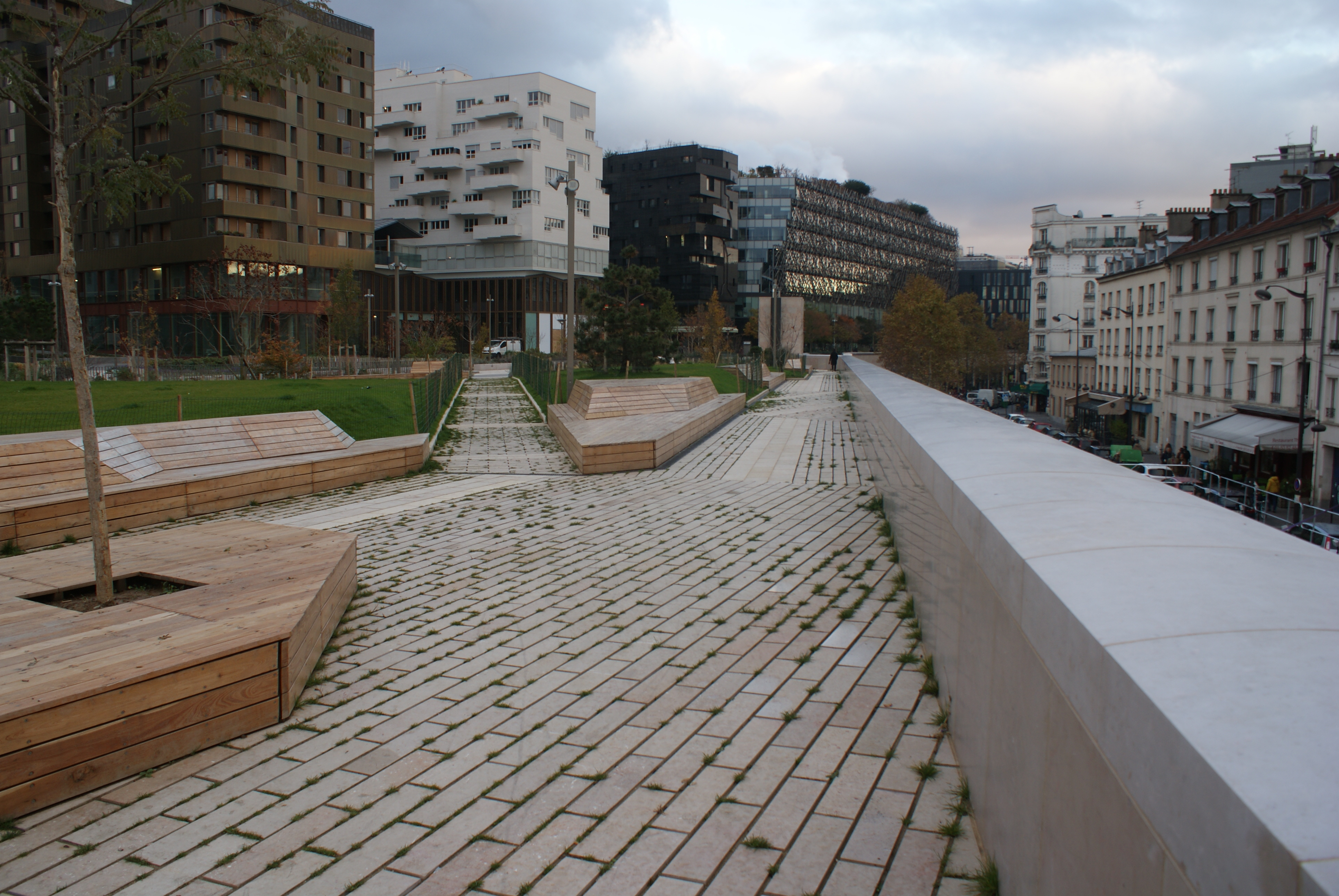
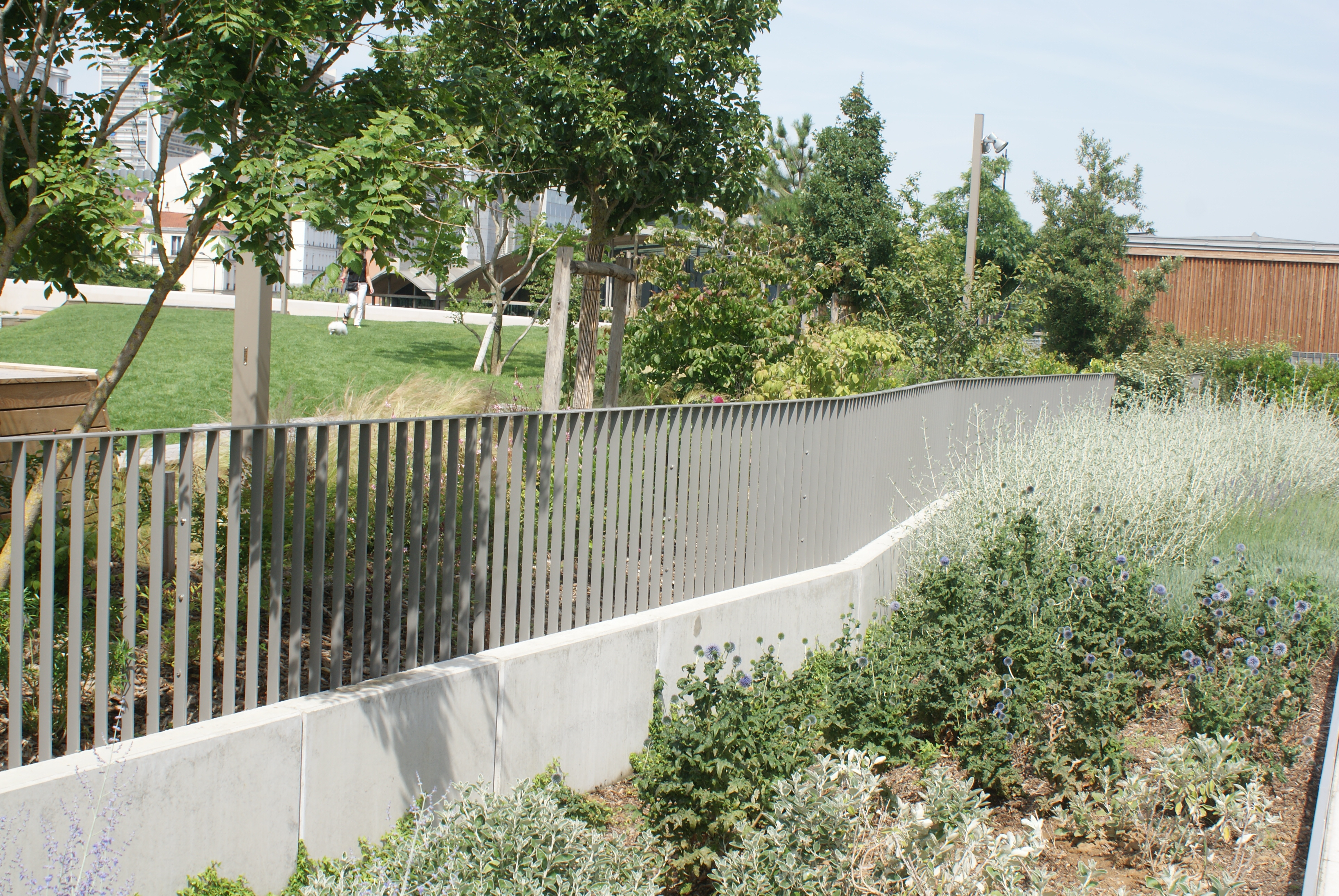